# Manahan-Stadion
Das Manahan-Stadion (indonesisch Stadion Manahan, javanisch ꦱꦼꦠꦣꦶꦪꦺꦴꦤ꧀ꦩꦤꦲꦤ꧀) ist ein Fußballstadion mit Leichtathletikanlage in der indonesischen Stadt Surakarta, Provinz Jawa Tengah, auf der Insel Java. Es ist die Heimspielstätte des Fußballvereins Persis Solo aus der Liga 1.

## Geschichte
Die Grundsteinlegung wurde am 25. April 1991 in Anwesenheit von Siti Hartinah Suharto, Ehefrau des Staatspräsidenten Suharto, durchgeführt. Die Anlage wurde am 21. Februar 1998 durch Suharto eröffnet. 2006 fand das Final Four der indonesischen Premier Division statt. 2008 wurde das Drainagesystem des Spielfelds verbessert. 2010 war es Spielort der AFF U-16-Juniorenmeisterschaft. Ebenfalls 2010 wurde das Endspiel im indonesischen Fußballpokal Piala Indonesia in Surakarta ausgetragen. 2011 war es zum ersten Mal Schauplatz der ASEAN Para Games. 2018 wurde das Stadion geschlossen und es begann eine Renovierung nach den Vorgaben der FIFA. Es sollte eine kleine Version des indonesischen Nationalstadions Gelora-Bung-Karno-Stadion entstehen.
Am 15. Februar 2020 wurde die Wiedereröffnung gefeiert. Die Kosten lagen bei 301 Mrd. Indonesische Rupiah. Die auf der Längstribüne überdachte Sportarena erhielt eine Komplettüberdachung der Ränge. Die Bestuhlung aus Sitzbänken wurde aus Sicherheits- und Komfortgründen gegen einzelne Kunststoffsitze ausgetauscht. Aus den bisherigen 25.000 wurden mit der neuen Anordnung rund 20.000 Zuschauerplätze. Auch wurde die Fassade erneuert. Das Flutlicht wurde an die Mindestanforderungen der FIFA für Fernsehübertragungen von 2000 Lux Beleuchtungsstärke angepasst. 2022 wurden die ASEAN Para Games zum zweiten Mal mit dem Manahan-Stadion ausgetragen. Seit der Renovierung bieten die Ränge 20.003 Plätze für die Zuschauer. Die Leichtathletikanlage erfüllt internationalen Anforderungen. Für die U-17-Fußball-Weltmeisterschaft 2023 wurden am Stadion kleinere Änderungen vorgenommen. Der Naturrasen wurde durch einen Hybridrasen ersetzt. Hinzu kam die Reparatur von Toiletten, Medientribünen sowie die Reparatur von Parkplatzbeleuchtungen und die Neulackierung der Stadionmarkierungen. Die Zäune vor den Zuschauertribünen wurden ebenfalls entfernt. Das Stadion liegt im Stadtzentrum, umgeben von Hotels, Autobahnen und Einkaufszentren. Der Flughafen Adisumarmo liegt neun Kilometer vom Stadion entfernt.
Am 2. Dezember 2023 besiegte die deutsche U-17-Fußballnationalmannschaft im Endspiel im Manahan-Stadion Frankreich bei der U-17-Fußball-Weltmeisterschaft und feierte ihren ersten WM-Titel in dieser Altersklasse.

## Länderspiele
Drei Freundschaftsspiele trug die indonesische Fußballnationalmannschaft im Stadion von Surakarta aus.
- 22. Aug. 2011:  Indonesien –  Palästina 4:1
- 14. Aug. 2013:  Indonesien –  Philippinen 2:0
- 06. Sep. 2016:  Indonesien –  Malaysia 3:0

## U-17-Fußball-Weltmeisterschaft 2023
Das Manahan-Stadion war eines von vier Stadien der U-17-Fußball-Weltmeisterschaft 2023 in Indonesien. Unter den insgesamt 14 Partien in Surakarta waren das Halbfinale, das Spiel um Platz 3 sowie das Endspiel. Zum WM-Turnier waren 19.700 Plätze verfügbar.
- 10. Nov. 2023, Gruppe B:  Mali –  Usbekistan 3:0
- 10. Nov. 2023, Gruppe B:  Spanien –  Kanada 2:0
- 13. Nov. 2023, Gruppe B:  Spanien –  Mali 1:0
- 13. Nov. 2023, Gruppe B:  Usbekistan –  Kanada 3:0
- 16. Nov. 2023, Gruppe B:  Usbekistan –  Spanien 2:2
- 16. Nov. 2023, Gruppe A:  Ecuador –  Panama 1:1
- 20. Nov. 2023, Achtelfinale:  Ecuador –  Brasilien 1:3
- 20. Nov. 2023, Achtelfinale:  Spanien –  Japan 2:1
- 25. Nov. 2023, Viertelfinale:  Frankreich –  Usbekistan 1:0
- 25. Nov. 2023, Viertelfinale:  Mali –  Marokko 1:0
- 28. Nov. 2023, Halbfinale:  Argentinien –  Deutschland 3:3 (2:1), 2:4 i. E.
- 28. Nov. 2023, Halbfinale:  Frankreich –  Mali 2:1
- 01. Dez. 2023, Spiel um Platz 3:  Argentinien –  Mali 0:3
- 02. Dez. 2023, Endspiel:  Deutschland –  Frankreich 2:2 (1:0), 4:3 i. E.

## Galerie

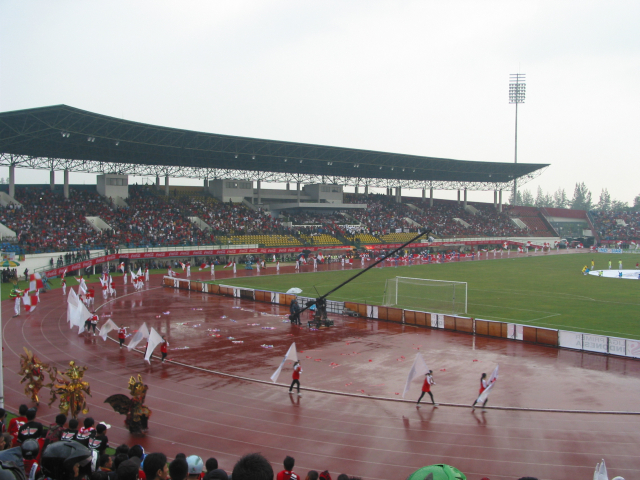
Die Haupttribüne (Januar 2011)
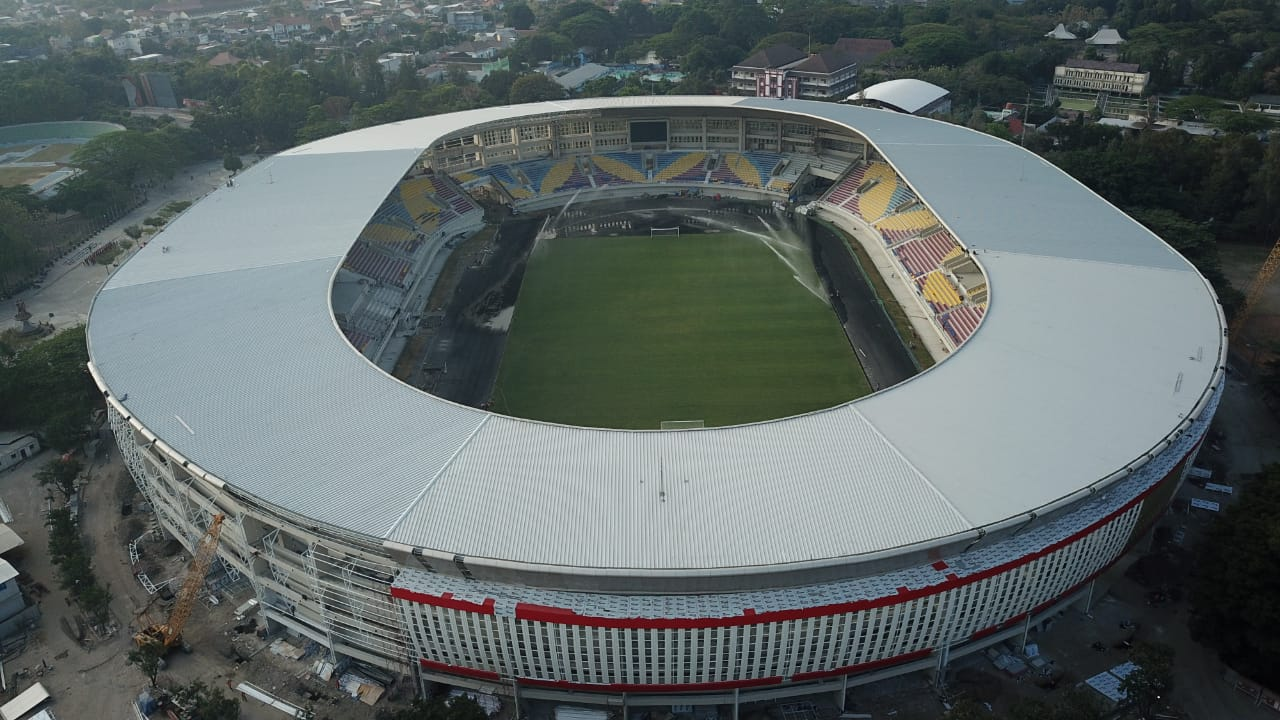
Das Manahan-Stadion während des Umbaus im August 2019
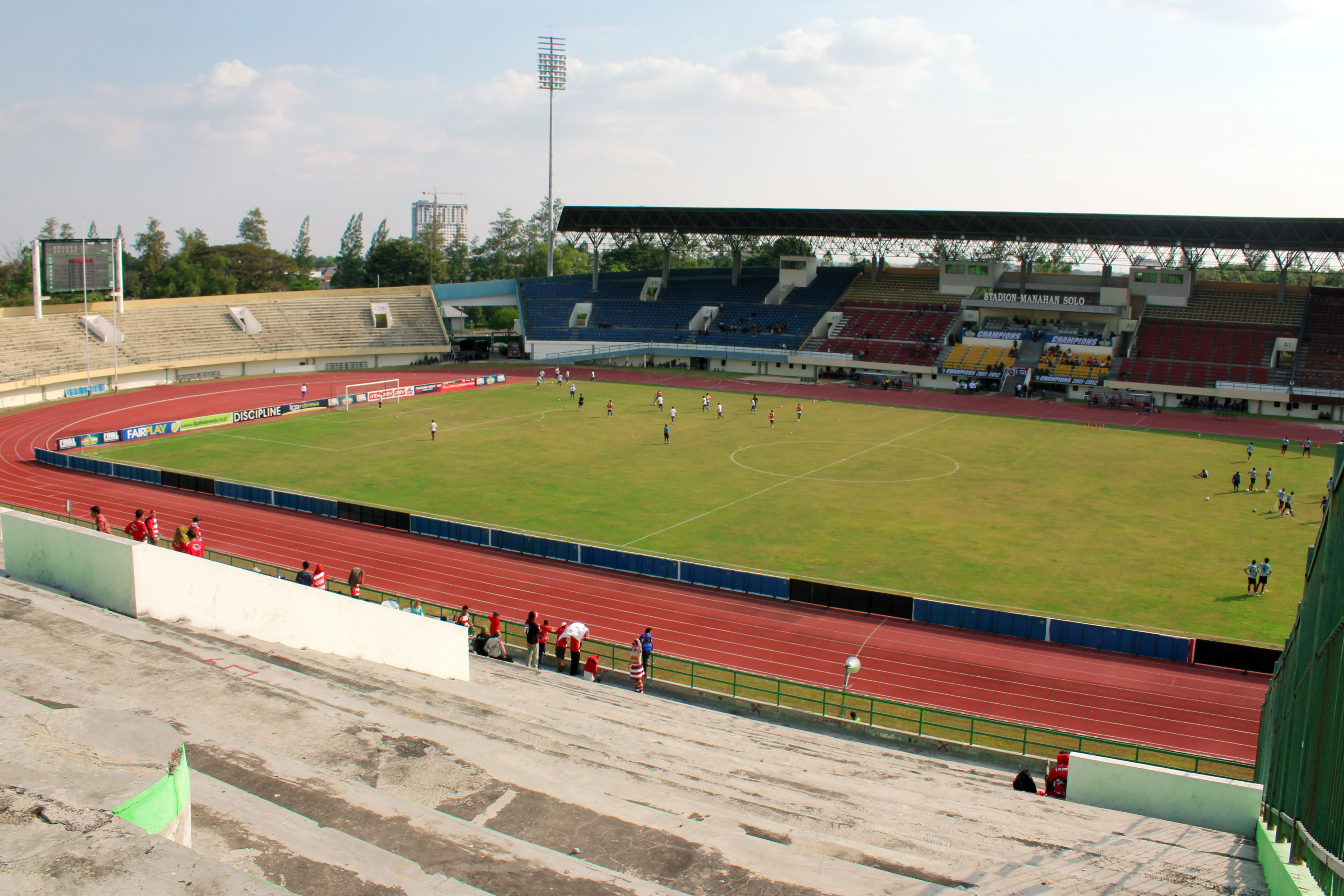
Die Gegentribüne (Juli 2012)
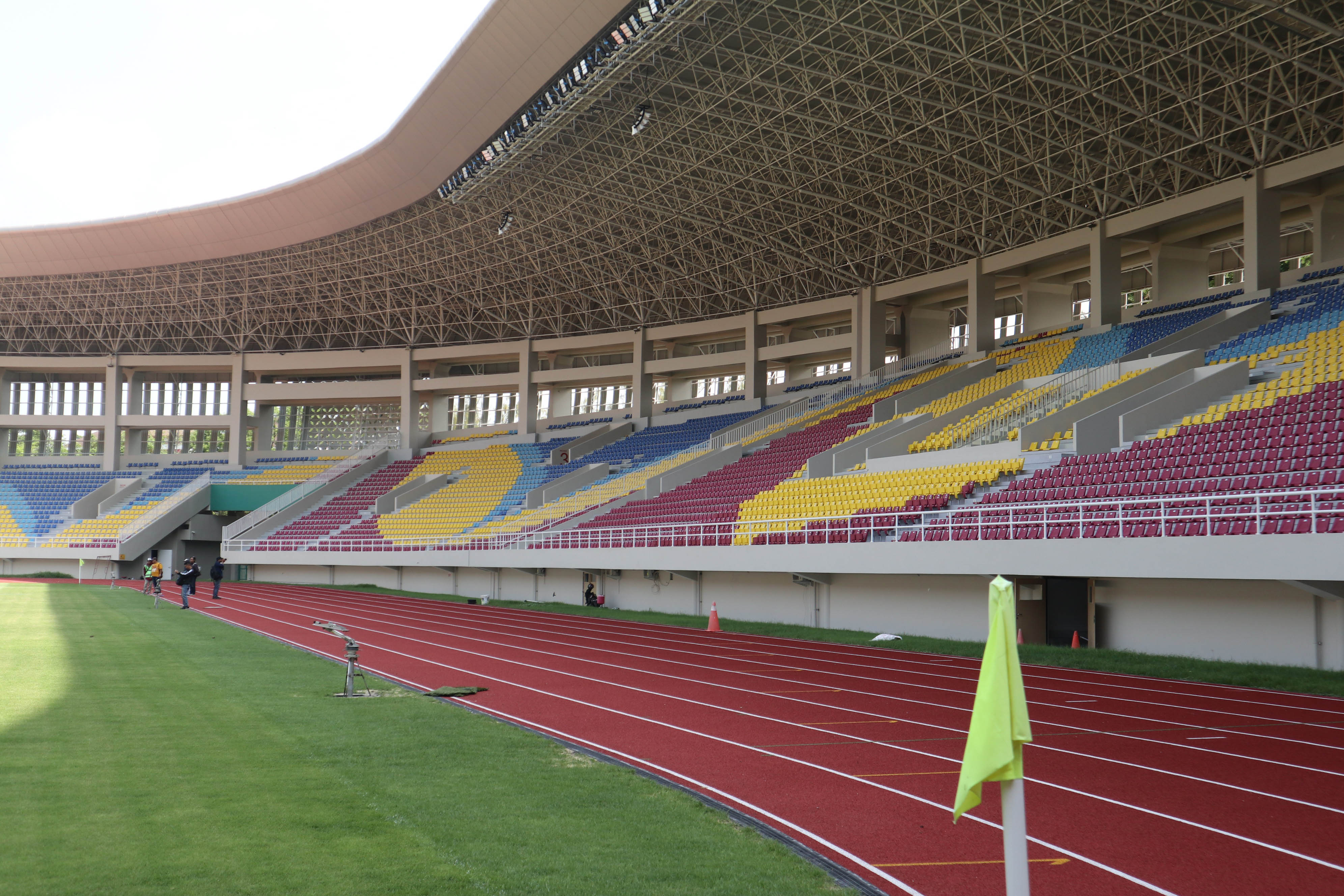
Die Gegentribüne (Dezember 2019)
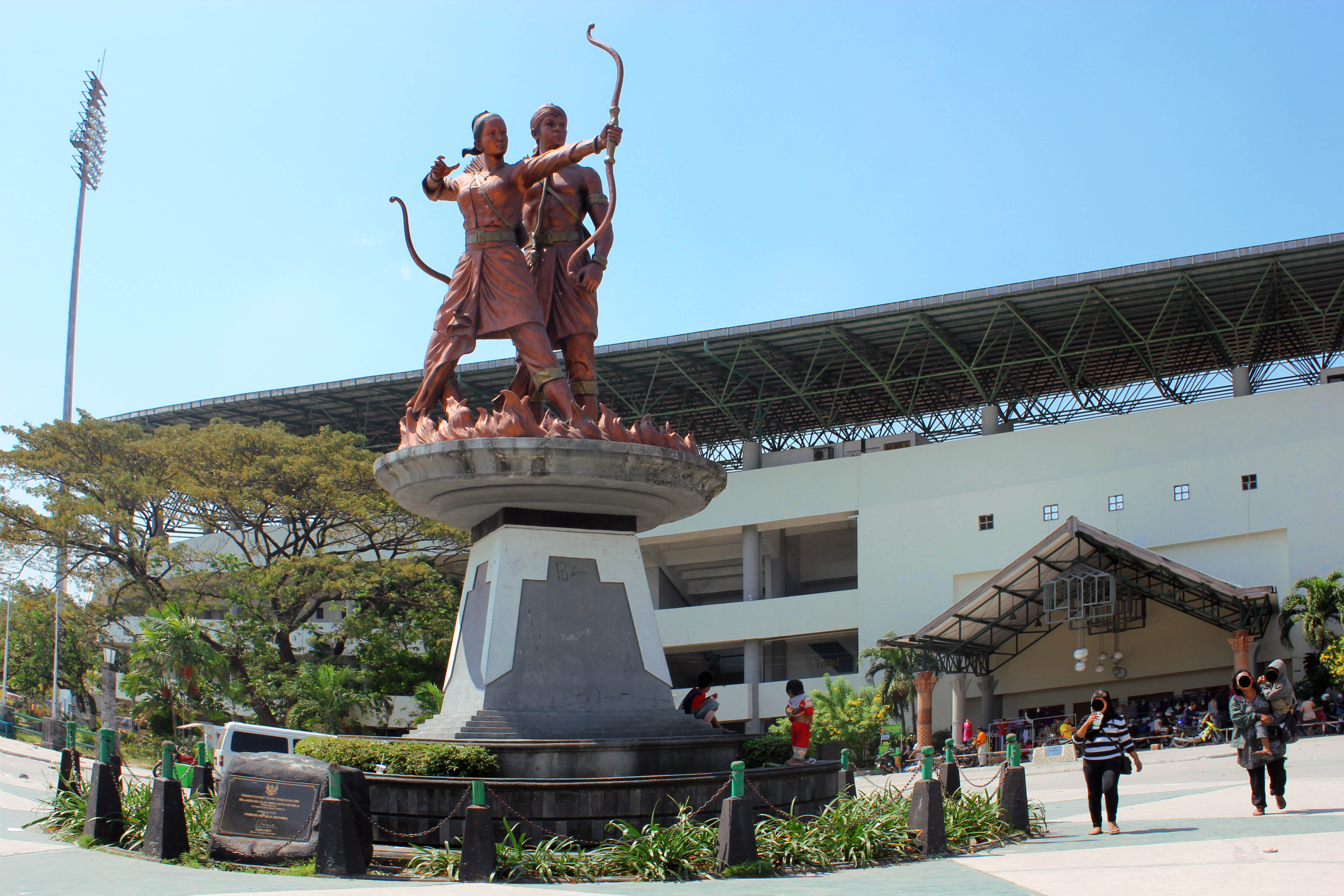
Die Fassade (Juli 2012)
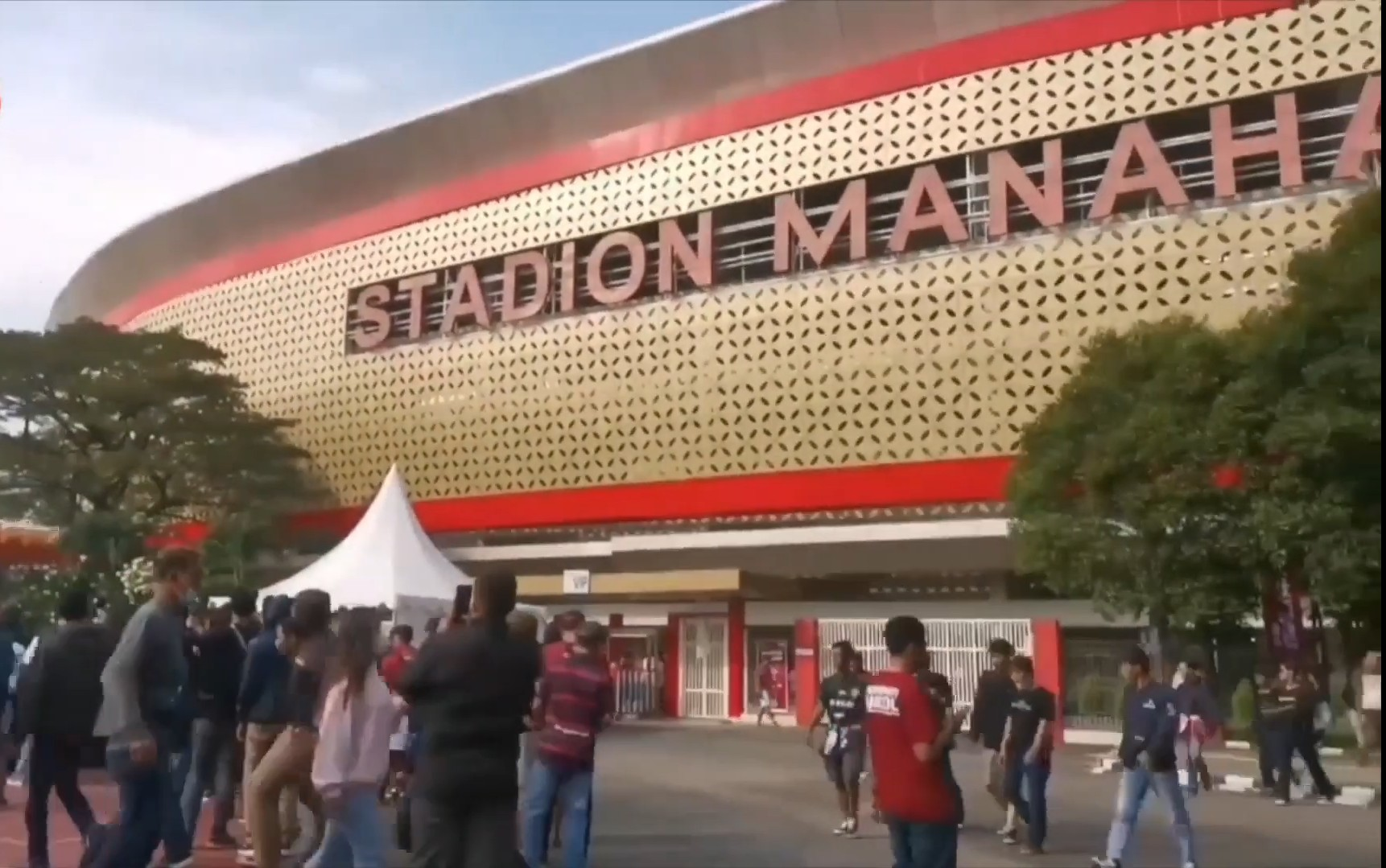
Die Fassade (Februar 2023)